# Софроній (Дмитрук)
Софро́ній (в миру Дмитрук Дмитро Савич; 15 лютого 1940, с. Мнишин Гощанського району Рівненської області — 22 червня 2020) — архієрей Української православної церкви (Московського патріархату), у 1992-2020 рр., митрополит Черкаський і Канівський.
Один з основних прибічників канонічної автокефалії Української православної церкви, вважався лідером «проукраїнського крила» в УПЦ (МП).

## Біографія
Дмитро Савович Дмитрук народився 15 лютого 1940 року в селі Мнишин Гощанського району Рівненської області.
Після закінчення середньої школи у 1957 році працював на будівництві. З 1960 року служив у лавах Радянської армії.
З 1962 по 1966 роки навчався у Московській духовній семінарії, з 1966 по 1970 роки — у Московській духовній академії, після закінчення якої отримав науковий ступінь кандитата богослов'я. З 1970 по 1972 роки працював при Московській духовній академії професорським стипендіатом, співробітником Церковно-археологічного кабінету і старшим екскурсоводом, викладав у Московській духовній семінарії.
24 листопада 1968 року висвячений у сан диякона. 12 квітня 1971 року прийняв чернецтво з ім'ям «Софроній» на честь святителя Софронія Іркутського. 7 січня 1973 року висвячений у сан ієромонаха. У 1977 році зведений у сан ігумена.
У 1974—1979 роках викладав у Московських духовних академії і семінарії.
З жовтня 1979 року був настоятелем Храму Різдва Пресвятої Богородиці в селі Старий Коврай Чорнобаївського району Черкаської області. У 1980—1987 роках був настоятелем Храму Різдва Пресвятої Богородиці в Черкасах, у 1987—1989 роках — настоятелем Спасо-Преображенського храму в місті Городище Черкаської області, у 1989—1992 роках — настоятелем Борисо-Глібського собору в місті Бориспіль Київської області, благочинним Бориспільського округу.
У 1992 році зведений у сан архімандрита.
9 серпня 1992 року у Пантелеймонівському храмі Києва висвячений на єпископа Черкаського і Канівського, керівника новоствореної Черкаської єпархії.
3 листопада 2000 року зведений у сан архієпископа.
З 1 жовтня по 30 грудня 2001 року тимчасово керував Полтавською єпархією.
24 вересня 2008 року зведений у сан митрополита.
Помер 22 червня 2020 року після довготривалої хвороби. Похований на території Михайлівського кафедрального собору міста Черкаси

## Погляди
Митрополит Софроній був основним і відкритим прибічником автокефалії Української православної церкви серед її єпископату.
2005 року, після Помаранчевої революції, митрополит Софроній звернувся до єпископату УПЦ, закликавши негайно домагатися автокефалії для УПЦ, користуючись сприятливою політичною ситуацією:
|  | Моя позиція однозначна: до тих пір, поки ми не будемо мати статус повної незалежності нашої Церкви, з нами ніхто ніколи не буде розмовляти про приєднання. Тому що Михаїл Денисенко ніколи не відмовиться від свого «Патріаршества», і тільки тоді, коли нашу незалежність визнає не тільки Москва, але і весь Православний світ, всі розкольники і в тому числі і греко-католики не будуть заявляти про те, що вони є національна Церква. Мені незрозуміло, чому найбільша за кількістю віруючих людей Православна Церква світу не може без будь-кого самостійно керуватись у своєму житті. Ще раз повторюю: самі найсприятливіші умови для набуття статусу незалежності для нашої Церкви — тепер; якщо ми сьогодні або завтра не скористаємось цією можливістю, то післязавтра буде вже пізно. Я не хотів би цього, але нас за це буде судити Бог. |

Єпископат відкрито не підтримав звернення, але, водночас, не прозвучало ніякого засудження і не було застосовано жодних санкцій. Надалі митрополит Софроній продовжував відстоювати свою позицію.
2008 році на Архієрейському Соборі УПЦ, що відбувався напередодні візиту в Україну патріархів Константинопольського та Московського, під час обговорення зміни статусу із «самоврядної Церкви з правами широкої автономії» на власне автономну Церкву був єдиним, хто активно підтримав цю ідею.
2008 року архієпископ Софроній був зведений у сан митрополита. Ймовірно, це було обумовлено бажанням єпископату врівноважити активну проросійську політику митрополита Одеського Агафангела рівним за статусом архієреєм з активною патріотичною позицією.
2018 року митрополит Софроній заявив в інтерв'ю виданню «Главком»:
|  | Він (Філарет) став лідером розколу. Якби він не поліз туди, куди поліз, то в нас давно була би церква незалежна, автокефальна. |

|  | Якщо мої собраття не підуть на Собор, то вже вони будуть винуваті в розколі. |

В кінці 2018 заявив що він «ні туди ні сюди» і що МП не залишиться."Я не згадую під час служби патріарха … У незалежної держави повинна бути незалежна церква. А виходить так, що ніби ми і незалежна держава, а ліземо у тенета до греків. А яка різниця, Константинополь чи Москва? Я би вам сказав зараз, що слід далі робити, якби я у руках тримав Томос, знав, про що там написано. Тож дочекаймося.". Після отримання ПЦУ Томосу про Автокефалію митрополит так і не перейшов до неї.

## Нагороди

### Державні
- Орден князя Ярослава Мудрого V ст. (1 грудня 2018) — за значний особистий внесок у державне будівництво, соціально-економічний, науково-технічний, культурно-освітній розвиток Української держави, вагомі трудові досягнення, багаторічну сумлінну працю[10]
- Орден «За заслуги» I ст. (22 січня 2014) — за значний особистий внесок у соціально-економічний, науково-технічний, культурно-освітній розвиток Української держави, вагомі трудові досягнення, багаторічну сумлінну працю[11]
- Орден «За заслуги» II ст. (22 липня 2008) — За вагомий особистий внесок у розвиток духовності в Україні, багаторічну плідну церковну діяльність та з нагоди 1020-річчя хрещення Київської Русі[12]
- Орден «За заслуги» III ст. (15 травня 2003) — за вагомий особистий внесок у відродження духовності, утвердження ідей милосердя і злагоди в суспільстві, активну миротворчу та благодійну діяльність[13]

### Церковні
- Орден преподобного Сергія Радонезького II ступеня (Російська православна церква)
- Орден святого рівноапостольного князя Володимира II ступеня (Російська православна церква)

### Світські
- Орден козацької слави II ступеня

Митрополит є Почесним громадянином Черкас.

## Інтерв'ю
- Архиєп. Софроній (Дмитрук): «Наш подвиг сьогодні — достойне свідчення про Христа» (2002)
- «Альтернативи незалежній Українській церкві немає» (15.07.2005)
- Архиепископ Черкасский Софроний пригрозил предать нынешних «слуг народа» анафеме (6.04.2007)
- Архиепископ Софроний: «Теперь Черкасщина не выжженный пустырь…» Черкасской епархии Украинской Православной Церкви — 15 лет (14.08.2007)
- Архиепископ Черкасский и Каневский СОФРОНИЙ. «Гибель православних храмов нужно воспринимать как наказание Божие для вразумления и как отнятие святыни за грех»[недоступне посилання з травня 2019]
- Архиепископ Черкасский и Каневский Софроний: «Благодать Божия есть в каждом освященном храме»
- Митрополит Софроній (Дмитрук): «Я особисто схиляюся перед гетьманом Іваном Мазепою, я вважаю його однією з найбільш значущих постатей в історії України» (15.05.2009)